# Milton Bell (Architekt)
Milton Hugh Bell (* 5. Juli 1929 in Port Arthur, Texas; † 3. Januar 2019 in Beaumont, Texas) war ein US-amerikanischer Architekt.

## Leben

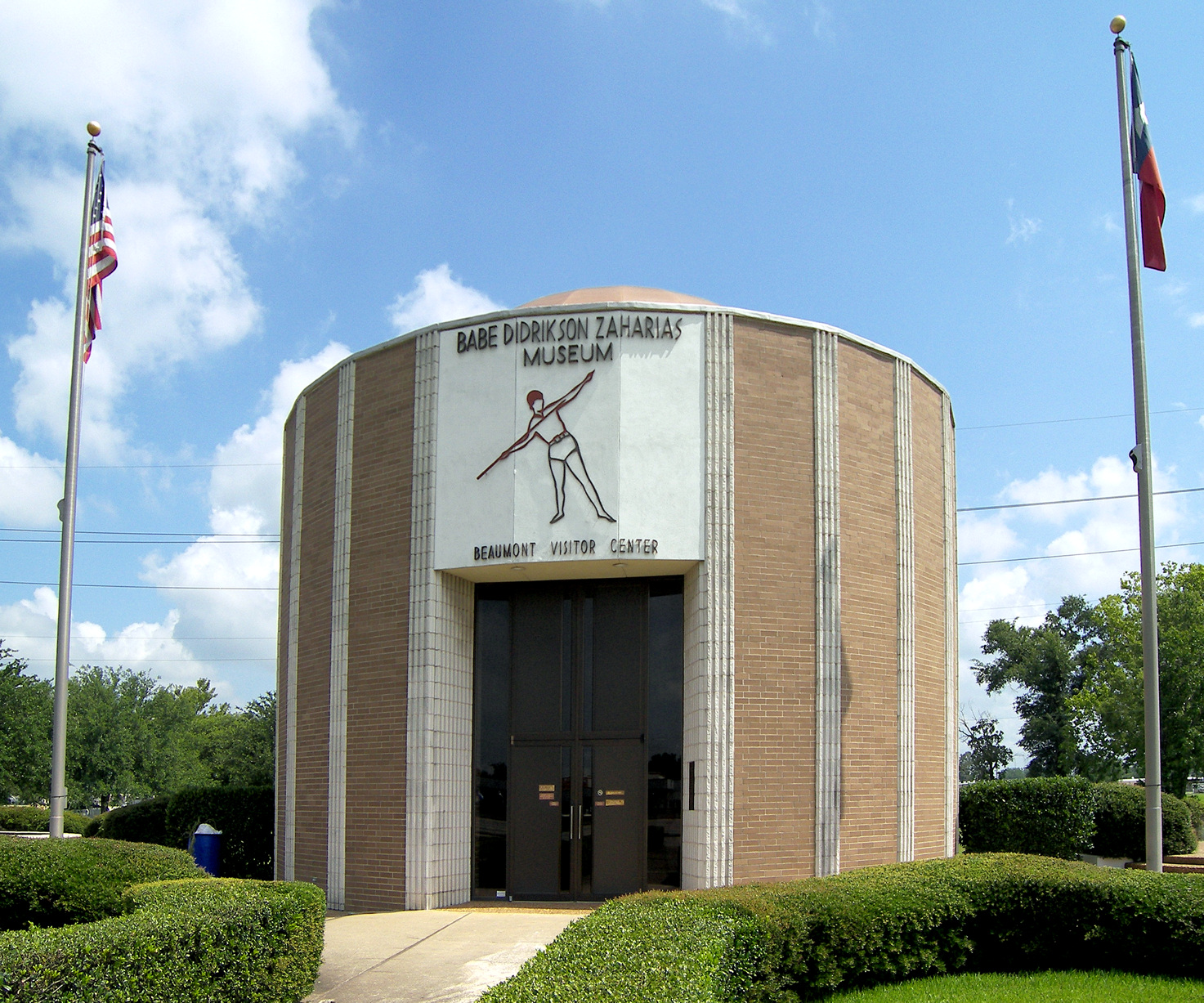
Das 1976 nach Plänen von Milton Bell errichtete Babe Didrikson Zaharias Museum & Visitor Center (2007)

Milton Bell wurde am 5. Juli 1929 als Sohn des Verkäufers Milton Preston Bell und dessen Ehefrau Mary Julia Bell (geborene Fant), eine Stenografin, in der an den Bundesstaat Louisiana grenzenden Stadt Port Arthur geboren. Hier erhielt er auch seine Schulbildung und besuchte unter anderem die heute (Stand: 2020) nicht mehr existierende Thomas Jefferson High School im Stadtteil Delmar, die er im Jahr 1948 erfolgreich beendete. Danach besuchte er die Texas A&M University, die er im Mai 1953 mit einem Bachelor of Architecture Design Degree abschloss. Nach seinem Studienabschluss versah er seinen Militärdienst bei der United States Army, wo er unter anderem im Koreakrieg eingesetzt wurde. Sein letzter Dienstgrad vor der Abrüstung im Jahr 1955 war der eines Lieutenants in der Feldartillerie. Darüber hinaus schloss er das United States Army Command and General Staff College ab. Auch danach diente er als Stabsoffizier und als Kommandeur verschiedener Reserveeinheiten der Armee und trat erst 1980 als Bird Colonel offiziell zurück.
Nach seinem Kriegseinsatz in Korea arbeitete Bell für einen Architekten in San Antonio, Texas, ehe er in weiterer Folge in das Architektur- und Ingenieurbüro Stone & Pitts aus Beaumont, Texas, eintrat. Im Laufe der Zeit wurde aus Stone and Pitts Architects and Engineers das Architekturbüro Pitts, Mebane and Phelps Architects and Engineers, gefolgt von Pitts, Mebane, Phelps and White Architects and Engineers. In späteren Jahren verließ er dieses Büro, um im Februar 1966 ein eigenes Architekturbüro zu eröffnen. Dieses trug den Namen DBA Milton Bell Associates, Inc. Zu den Bauwerken und Gebäuden, an deren Bau oder Renovierung Bell im Laufe seiner Karriere beteiligt war, zählen die Botschaft der Vereinigten Staaten in Mexiko-Stadt, die zum Zeitpunkt ihrer Fertigstellung im Jahr 1964 das zweitgrößte Botschaftsgebäude der Vereinigten Staaten auf der ganzen Welt war, das Biologie-Gebäude am Campus der Texas A&M University, ein Autohaus für Mercedes-Benz, das Jefferson Theatre (Renovierung), das Julie Rogers Theatre (Renovierung), das Texas Energy Museum, das Minnie Rogers Juvenile Justice Center, das Babe Didrikson Zaharias Museum & Visitor Center, das I.B.E.-Local-479-Gebäude, die First Security Bank, die Parkdale Bank, die Tyrrell Historical Library (Renovierungen), die Trinity United Methodist Church in Beaumont (Renovierungen), die St. Mark’s Episcopal Church in Beaumont, das Schulgebäude der All Saints Episcopal in Beaumont, die St. Anne Catholic School in Beaumont, die St. Andrew’s Presbyterian Church in Beaumont, die First Christian Church in Beaumont, die St. Mary’s Catholic Church in Fannett, die South Park Church of Christ in Beaumont oder der Temple Emanuel in Beaumont (Renovierungen). Des Weiteren war er um den Bau medizinischer Einrichtungen in der Region bemüht; dazu zählen das Beaumont Bone & Joint Institute, die Southeast Texas Medical Associates (SETMA), die SETX Cardiology Associates, das City of Beaumont Health Center, das Memorial Hermann Baptist Hospital Beaumont, das Christus Hospital St. Elizabeth, das Mid Jefferson Hospital oder das Park Place Hospital. Erst im hohen Alter ging der mittlerweile auf eine Gehhilfe angewiesene Bell im Jahr 2015 in den Ruhestand.
Zeitlebens engagierte sich Bell sehr bei diversen Bürgerorganisationen. So war er unter anderem Direktor der Texas Society of Architects, Präsident des Southeast Texas Chapter AIA, Direktor des American Red Cross – United Way of Beaumont and North Jefferson County, Direktor des Beaumont-Main-Street-Programms, Direktor des Beaumont Goals Committee, Vorstandsmitglied der 1969 gegründeten Babe Didrikson Zaharias Foundation, Vorstandsvorsitzender des City of Beaumont Board of Adjustments, Vorsitzender der City of Beaumont’s Historical Landmark Commission, sowie Mitglied des American Institute of Architects (AIA), der Beaumont Chamber of Commerce, von Some Other Place (eine gemeinnützige Institution in Beaumont) oder der Southeast Texas Food Bank. Die Pläne zur 1988 eröffneten Suppenküche von Some Other Place stammten von Milton Bell. Des Weiteren war er Mitglied der lokalen Trinity Methodist Church, der er in verschiedenen Komitees angehörte und bei der er auch ein Mitglied der HAMACO Sunday School war.
Am 3. Januar 2019 starb Bell im Alter von 89 Jahren in Beaumont. Er überlebte seine Mutter, seinen Vater und seine Schwester Audrey Borel. Er wurde von seiner Frau Hester, seinen vier Kindern, zwei Stiefkindern und vier Schwiegerkindern, sowie seinen sechs Enkel- und zwei Urenkelkindern überlebt. Die Verabschiedung erfolgte am 5. Januar 2019 in der Trinity Methodist Church, gefolgt von der Beerdigung am Magnolia Cemetery von Beaumont.
Teile seines Nachlasses, darunter Architekturzeichnungen und -darstellungen, Fotografien, Projekt- und Vertragsdateien, Referenz- und Spezifikationsdateien und anderes Material, befinden sich im Verzeichnis der in Beaumont ansässigen Tyrrell Historical Library.